# 洛伊希滕貝格的阿美莉
洛伊希滕貝格的阿美莉（英語：Amélie of Leuchtenberg，1812年7月31日—1873年1月26日）是巴西帝国皇帝佩德罗一世的第二任妻子。
阿美莉是法兰西第一帝国皇后约瑟芬·德·博阿尔内的孙女，母亲奥古斯塔公主是巴伐利亚国王马克西米利安一世的女兒。1814年，马克西米利安一世賜封阿美莉的父亲欧仁·德·博阿尔内「洛伊希滕貝格公爵」的封号。1829年，她和丧妻的佩德罗一世结婚。